# Musselshell
Musselshell is een plaats (census-designated place) in de Amerikaanse staat Montana, en valt bestuurlijk gezien onder Musselshell County.

## Demografie
Bij de volkstelling in 2000 werd het aantal inwoners vastgesteld op 60.

## Geografie
Volgens het United States Census Bureau beslaat de plaats een oppervlakte van
6,6 km², geheel bestaande uit land. Musselshell ligt op ongeveer 913 m boven zeeniveau.

## Plaatsen in de nabije omgeving
De onderstaande figuur toont nabijgelegen plaatsen in een straal van 40 km rond Musselshell.